# Władimir Andriejew (aktor)
Władimir Aleksiejewicz Andriejew (ros. Влади́мир Алексе́евич Андре́ев; ur. 27 sierpnia 1930 w Moskwie, zm. 29 sierpnia 2020 tamże) – radziecki aktor filmowy i teatralny.
Pochowany na Cmentarzu Trojekurowskim w Moskwie. 

## Wybrana filmografia
- 1954: Dygnitarz na tratwie
- 1961: Miłość powraca wiosną jako Wasilij
- 1966: Bajka o carze Sałtanie jako car Sałtan

## Odznaczenia
- Order Honoru (2000)[3]